# Muespach-le-Haut
Muespach-le-Haut es una localidad y comuna francesa, situada en el departamento de Alto Rin, en la región de Alsacia.

## Demografía
| 440 | 470 | 550 | 623 | 676 | 810 | 907 | 964 |
| Para los censos de 1962 a 1999 la población legal corresponde a la población sin duplicidades (Fuente: INSEE [Consultar]) |     |     |     |     |     |     |     |